# Museo Arqueológico de Polígiros
El Museo Arqueológico de Polígiros es un museo de Grecia ubicado cerca de la localidad de Polígiros, perteneciente a la  periferia de Macedonia Central. 
Se empezó a construir en 1965 y fue inaugurado en 1971, pero la necesidad de ampliar la exposición hizo que se llevara a cabo un proyecto para la ampliación del museo. El nuevo edificio quedó finalizado en 2016 y su reinauguración se produjo en 2022.

## Colecciones
El museo contiene una colección de objetos pertenecientes a diversos asentamientos y tumbas de las épocas prehistórica y griega clásica de la península Calcídica, entre ellos los de Agios Mamas, Olinto, Torone, Escíone y Kriaritsi, además de otros de época romana. Se divide en cuatro unidades temáticas: una dedicada al entorno geográfico y la historia, otra a la prehistoria, otra a los tiempos históricos y otra a colecciones y donaciones.
Proceden del área de la antigua Torone una serie de hallazgos de la Edad del Bronce, del submicénico y del protogeométrico. De aquí, los hallazgos de la época clásica son escasos.  
De la época arcaica es destacable un kuros procedente de Estagira. 
El museo también alberga inscripciones y relieves de los periodos clásico y helenístico. Entre ellos, destaca una estela funeraria procedente de Potidea del siglo IV a. C. Por otra parte, se hallan piezas de cerámica, armas y joyas del periodo arcaico tardío y del periodo clásico. Estas proceden principalmente de tumbas de diferentes asentamientos de Calcídica.
De la necrópolis de la antigua Acanto, entre las épocas arcaica y helenística, proceden una serie de ajuares funerarios que se componían de jarrones, estatuillas, objetos de uso personal y joyas. Algunas de estas son destacables ejemplos del arte de la orfebrería de los macedonios. 
Hay también hallazgos procedentes de Olinto, principalmente de las épocas arcaica y clásica.
Otros objetos, tales como elementos arquitectónicos, jarrones con inscripciones y una cabeza de mármol de Dioniso proceden del santuario de Zeus Amón de la antigua Afitis. 
También hay estatuas de un monumento funerario de época romana procedente de Stratoni.
|                                              |
| Estatua del monumento funerario de Stratoni. |

|                                                                          |
| Elementos arquitectónicos procedentes del templo de Zeus Amón de Afitis. |